# Seven Sudamericano Masculino 2009
El Seven Sudamericano Masculino 2009 fue el torneo desarrollado en la ciudad paulista de São José dos Campos en Brasil y que organizó la Confederación Sudamericana y la Asociación Brasileña (hoy Confederación). Nuevamente el equipo argentino alcanzó la victoria, esta vez, ganando la final frente al representativo chileno y cosechando su cuarta copa sudamericana en esta modalidad de rugby 7.

## Equipos participantes
- Selección de rugby 7 de Argentina (Los Pumas)
- Selección de rugby 7 de Brasil (Los Vitória-régia)
- Selección de rugby 7 de Chile (Los Cóndores)
- Selección de rugby 7 de Colombia (Los Tucanes)
- Selección de rugby 7 de Paraguay (Los Yacarés)
- Selección de rugby 7 del Perú (Los Tumis)
- Selección de rugby 7 de Uruguay (Los Teros)
- Selección de rugby 7 de Venezuela (Las Orquídeas)

## Clasificación

### Grupo A

#### Posiciones
| Pos. | Equipo    | Encuentros | Encuentros | Encuentros | Encuentros | Tantos  | Tantos    | Tantos     | Puntos |
| Pos. | Equipo    | jugados    | ganados    | empatados  | perdidos   | a favor | en contra | diferencia | Puntos |
| ---- | --------- | ---------- | ---------- | ---------- | ---------- | ------- | --------- | ---------- | ------ |
| 1    | Argentina | 3          | 3          | 0          | 0          | 117     | 5         | + 112      | 9      |
| 2    | Chile     | 3          | 2          | 0          | 1          | 68      | 39        | + 29       | 6      |
| 3    | Colombia  | 3          | 1          | 0          | 2          | 38      | 81        | - 43       | 3      |
| 4    | Paraguay  | 3          | 0          | 0          | 3          | 24      | 122       | - 98       | 0      |

Nota: Se otorgan 3 puntos al equipo que gane un partido, 1 al que empate y 0 al que pierda
|  | Clasificados a la Semifinal de Oro |

|  | Clasificados a la Semifinal de Bronce |

#### Resultados
| 24 de enero | Chile | 17 - 12 | Colombia |  |  |

| 24 de enero | Argentina | 45 - 5 | Paraguay |  |  |

| 24 de enero | Argentina | 45 - 0 | Colombia |  |  |

| 24 de enero | Chile | 51 - 0 | Paraguay |  |  |

| 24 de enero | Argentina | 27 - 0 | Chile |  |  |

| 24 de enero | Colombia | 26 - 19 | Paraguay |  |  |

### Grupo B

#### Posiciones
| Pos. | Equipo    | Encuentros | Encuentros | Encuentros | Encuentros | Tantos  | Tantos    | Tantos     | Puntos |
| Pos. | Equipo    | jugados    | ganados    | empatados  | perdidos   | a favor | en contra | diferencia | Puntos |
| ---- | --------- | ---------- | ---------- | ---------- | ---------- | ------- | --------- | ---------- | ------ |
| 1    | Uruguay   | 3          | 3          | 0          | 0          | 92      | 12        | + 80       | 9      |
| 2    | Brasil    | 3          | 2          | 0          | 1          | 82      | 22        | + 60       | 6      |
| 3    | Perú      | 3          | 1          | 0          | 2          | 26      | 94        | - 68       | 3      |
| 4    | Venezuela | 3          | 0          | 0          | 3          | 26      | 88        | - 62       | 0      |

Nota: Se otorgan 3 puntos al equipo que gane un partido, 1 al que empate y 0 al que pierda
|  | Clasificados a la Semifinal de Oro |

|  | Clasificados a la Semifinal de Bronce |

#### Resultados
| 24 de enero | Brasil | 49 - 0 | Perú |  |  |

| 24 de enero | Uruguay | 41 - 0 | Venezuela |  |  |

| 24 de enero | Uruguay | 36 - 5 | Perú |  |  |

| 24 de enero | Brasil | 26 - 7 | Venezuela |  |  |

| 24 de enero | Uruguay | 15 - 7 | Brasil |  |  |

| 24 de enero | Perú | 21 - 19 | Venezuela |  |  |

## Play-off[2]

### Semifinales

#### Semifinales de Bronce
| 24 de enero | Colombia | 26 - 5 | Venezuela |  |  |

| 24 de enero | Paraguay | 22 - 21 | Perú |  |  |

#### Semifinales de Oro
| 24 de enero | Chile | 14 - 12 | Uruguay |  |  |

| 24 de enero | Argentina | 17 - 5 | Brasil |  |  |

### Finales

#### 7º puesto
| 24 de enero | Perú | 14 - 12 | Venezuela |  |  |

#### Final de Bronce
| 24 de enero | Colombia | 14 - 0 | Paraguay |  |  |

#### Final de Plata
| 24 de enero | Uruguay | 28 - 0 | Brasil |  |  |

#### Final de Oro[3]
| 24 de enero | Argentina | 38 - 0 | Chile |  |  |

| Bandera de Argentina |
| Campeón Argentina    |
| Cuarto título        |

## Posiciones finales
| Posición | Selección |
| -------- | --------- |
| 1        | Argentina |
| 2        | Chile     |
| 3        | Uruguay   |
| 4        | Brasil    |
| 5        | Colombia  |
| 6        | Paraguay  |
| 7        | Perú      |
| 8        | Venezuela |

## Clasificación al USA Seven 2010[4]
Los Pumas ya estaban clasificados al USA Seven 2010 de San Diego por la Serie Mundial de Seven de la IRB y los acompañaron Los Cóndores por ser los mejores ubicados sin tener en cuenta a los argentinos.